# Grupo trivial
Em matemática, um grupo trivial, grupo identidade ou grupo zero é um grupo que contém um único elemento. Todos esses grupos são isomorfos, por isso frequentemente se fala do grupo trivial. O único elemento do grupo trivial é o elemento identidade e geralmente é denotado como: 0, 1 ou {\displaystyle e}, dependendo do contexto — isto é, da representação. Se a operação do grupo é denotada por {\displaystyle \cdot }, então ela é definida por {\displaystyle e\cdot e=e}.
O grupo trivial é o único grupo (considerando isomorfismos) contendo exatamente um elemento {\displaystyle e}, o elemento identidade. Exemplos incluem o grupo zero (que é o conjunto unitário {\displaystyle \{0\}} com respeito à estrutura do grupo trivial definida pela adição {\displaystyle 0+0=0}), o grupo multiplicativo {\displaystyle \{1\}} (onde {\displaystyle 1\cdot 1=1}), o grupo pontual {\displaystyle C_{1}} e os inteiros módulo 1 sob adição. Quando visto como um grupo de permutação em {\displaystyle p} letras, o grupo trivial {\displaystyle E_{p}} consiste num único elemento que fixa cada letra.
O monóide trivial, definido de forma semelhante, também é um grupo, pois seu único elemento é seu próprio inverso, sendo, portanto, o mesmo que o grupo trivial.
O grupo trivial é abeliano e cíclico. A tabela de multiplicação para {\displaystyle \langle e\rangle } é dada abaixo:
{\displaystyle {\begin{array}{c|c}\langle e\rangle &1\\\hline 1&1\\\end{array}}}
O grupo trivial tem a única classe de conjugação {\displaystyle \{1\}} e o único subgrupo {\displaystyle \{1\}}.
O grupo trivial é distinto do conjunto vazio, que não tem elementos, portanto, carece de um elemento identidade, e por isso não pode ser um grupo.

## Definições
Dado qualquer grupo {\displaystyle G}, o grupo consistindo apenas do elemento identidade é um subgrupo de {\displaystyle G} e, sendo o grupo trivial, é chamado de subgrupo trivial de {\displaystyle G}.
O termo "{\displaystyle G} não tem subgrupos próprios não triviais" refere-se ao fato de os únicos subgrupos de {\displaystyle G} serem o grupo trivial {\displaystyle \{e\}} e o próprio grupo {\displaystyle G}.

## Propriedades
O grupo trivial é cíclico de ordem 1; como tal, pode ser denotado {\displaystyle \mathrm {Z} _{1}} ou {\displaystyle \mathrm {C} _{1}}. Se a operação do grupo é chamada de adição, o grupo trivial geralmente é denotado por 0. Se a operação do grupo é chamada de multiplicação, então 1 pode ser uma notação para o grupo trivial. A combinação dessas operações leva ao anel trivial, no qual as operações de adição e multiplicação são idênticas e {\displaystyle 0=1}.
O grupo trivial serve como o objeto zero na categoria de grupos, o que significa que é tanto um objeto inicial quanto um objeto terminal.
O grupo trivial pode ser transformado em um grupo (bi-)ordenado ao equipá-lo com a ordem não estrita trivial {\displaystyle \leq }.